# Кафлин, Джон
Джон Кафлин (англ. John Coughlin; 1 декабря 1985, Канзас-Сити, Миссури, США — 18 января 2019, там же) — американский фигурист, выступавший в парном катании. В паре с Кэйтлин Янкоускас — чемпион США 2011 года, а в паре с Кейди Денни — чемпион США 2012 года и серебряный призёр чемпионата четырёх континентов 2012.
По окончании сезона 2010/2011 Янкоускас/Кафлин объявили о распаде пары. 17 мая 2011 года было официально объявлено, что новой партнёршей Д.Кафлина стала Кейди Денни. Пара тренировалась у Далилы Саппенфилд.
18 января 2019 года покончил жизнь самоубийством в своём доме в Канзас-Сити. Незадолго до этого Кафлин был обвинён в насилии, ему запретили любую деятельность, связанную с фигурным катанием. Он отрицал обвинения.
21 мая 2019 года одна из экс-партнёрш Джона Кафлина Бриджет Намиотка призналась, что в течение двух лет была жертвой сексуальных домогательств с его стороны.

## Программы
(с К. Денни)
| Сезон     | Короткая программа                                                                                       | Произвольная программа                                                       |
| --------- | --- | ---------------------------------------------------------------------------- |
| 2013—2014 | «Тоска» Джакомо Пуччини                                                                                  | «Призрак Оперы» Эндрю Ллойд Уэббер                                           |
| 2012—2013 | «Concierto de Aranjuez» Хоакин Родриго хореограф Паскуале Камерленго                                     | «Призрак Оперы» Эндрю Ллойд Уэббер хореограф Паскуале Камерленго             |
| 2011—2012 | «К востоку от Эдема» Ли Холдридж в исполнении Лондонского симфонического оркестра хореограф Марина Зуева | «Nessun dorma» в исполнении Ванессы Мэй и Джеффа Бека хореограф Марина Зуева |

(с К. Янкоускас)
| Сезон     | Короткая программа                                    | Произвольная программа                       |
| --------- | ----------------------------------------------------- | -------------------------------------------- |
| 2010—2011 | Oblivion Астор Пьяццолла                              | «Ave Maria» Франц Шуберт                     |
| 2009—2010 | Соната для фортепьяно № 16 Вольфганг Амадей Моцарт    | Саундтрек к фильму «Пёрл-Харбор» Ханс Циммер |
| 2008—2009 | «Лебедь» из сюиты «Карнавал животных» Камиль Сен-Санс | Саундтрек к фильму «Дракула» Войцех Киляр    |
| 2007—2008 | «Лебедь» из сюиты «Карнавал животных» Камиль Сен-Санс | Саундтрек к фильму «Дракула» Войцех Киляр    |

(с Б. Намиотка)
| Сезон     | Короткая программа     | Произвольная программа                                                    |
| --------- | ---------------------- | ------------------------------------------------------------------------- |
| 2006—2007 | «Time to Say Good Bye» | Саундтрек к фильму «Пёрл-Харбор» Ханс Циммер «Freedom» Майкл Уитакер Смит |

## Результаты выступлений

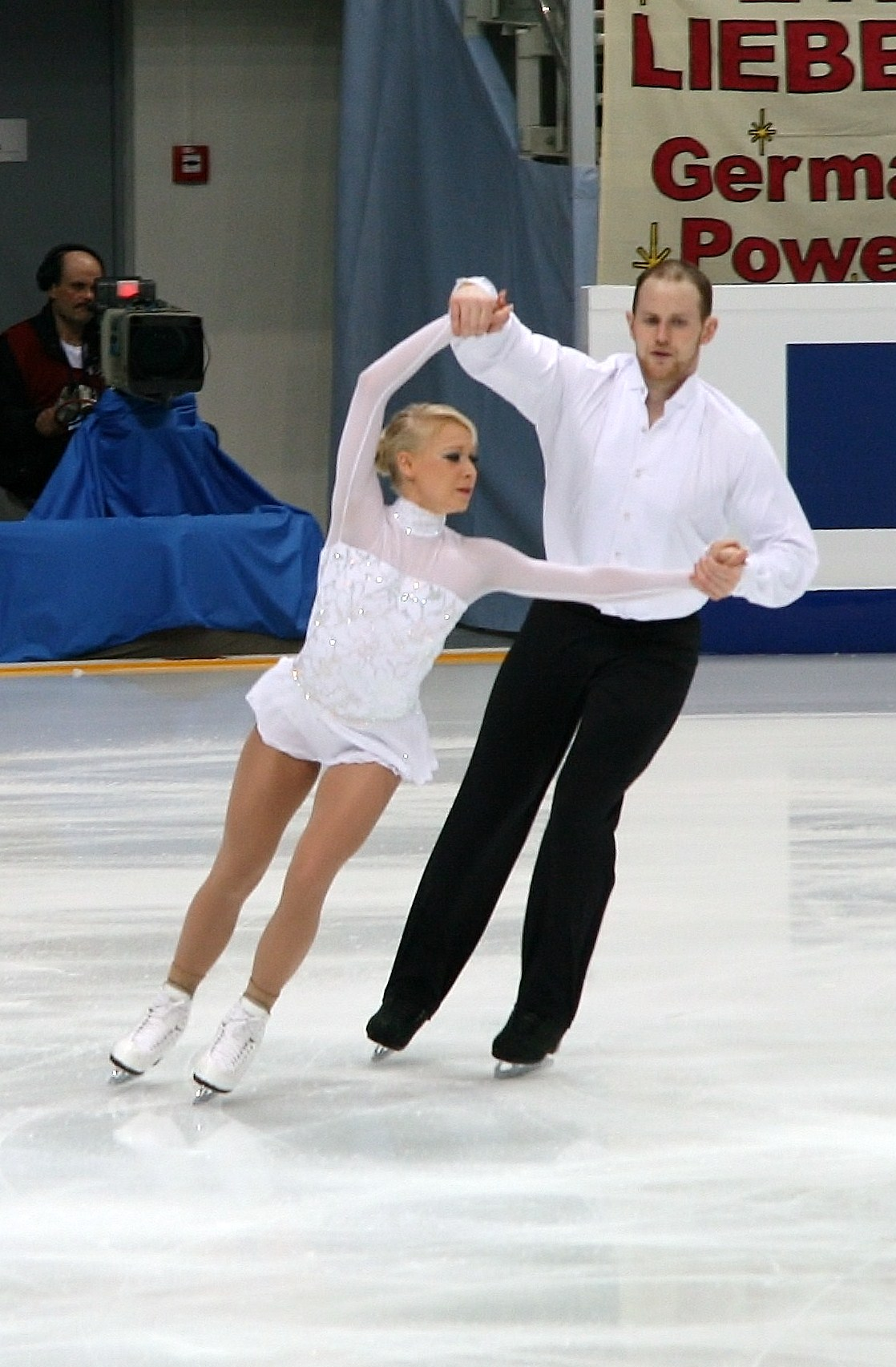
Кэйтлин Янкоускас и Джон Кафлин в 2011 году

(с К. Денни)
| Соревнования/Сезон                   | 2011—2012 | 2012—2013 | 2013—2014 |
| ------------------------------------ | --------- | --------- | --------- |
| Чемпионаты мира                      | 8         |           | WD        |
| Чемпионаты четырёх континентов       | 2         |           |           |
| Чемпионаты США                       | 1         | WD        | 3         |
| Этапы Гран-при: Rostelecom Cup       |           | 3         |           |
| Этапы Гран-при: Trophée Eric Bompard |           |           | 3         |
| Этапы Гран-при: Skate America        | 4         | 3         | 4         |
| Этапы Гран-при: NHK Trophy           | 5         |           |           |
| Nebelhorn Trophy                     | 3         | 2         |           |

- WD — пара снялась с соревнований.

(с К. Янкоускас)
| Соревнования/Сезон             | 2007—2008 | 2008—2009 | 2009—2010 | 2010—2011 |
| ------------------------------ | --------- | --------- | --------- | --------- |
| Чемпионаты мира                |           |           |           | 6         |
| Чемпионаты четырёх континентов |           |           | 4         | 4         |
| Чемпионаты США                 | 6         | 7         | 6         | 1         |
| Skate Canada International     |           |           | 7         |           |
| Skate America                  |           | 6         |           |           |
| Cup of China                   |           |           |           | 3         |
| NHK Trophy                     |           |           |           | 4         |
| Icechallenge                   |           |           | 1         |           |
| Nebelhorn Trophy               |           | 6         |           |           |
| Midwestern Sectionals          | 1         | 1         |           |           |

(с Б. Намиотка)
| Соревнования/Сезон                  | 2005—2006 | 2006—2007 |
| ----------------------------------- | --------- | --------- |
| Чемпионаты мира среди юниоров       | 4         | 4         |
| Чемпионаты США                      | 2 J.      | 9         |
| Финал юниорского Гран-при           | 5         | 6         |
| Этапы юниорского Гран-при, Канада   | 4         |           |
| Этапы юниорского Гран-при, Хорватия | 1         |           |
| Этапы юниорского Гран-при, Норвегия |           | 2         |
| Этапы юниорского Гран-при, Чехия    |           | 3         |